# 蜘蛛精
蜘蛛精是中国古典小说《西游记》中七個女妖精，原形是七个巴斗大的蜘蛛。唐僧在化斋时被她们带到盘丝洞中趁机抓住，本欲洗澡后将其蒸吃，因遭遇孙悟空和猪八戒而未果。后逃往其师兄百眼魔君处，在与孙悟空斗法时被其打死。
《異苑‧蜘蛛魅》则有说蜘蛛精会化为男子。《子不语》也有登场，出现在海州，姓朱。

## 故事梗概
唐僧师徒离开朱紫国后，路过一户人家。因化斋处近在眼前，唐僧决定亲自去化斋，並遇上了七个美人。她们招待唐僧用斋，不料斋饭竟都是人肉做的。唐僧知道这些女子都是妖精，正欲逃脱時被她们用绳吊了起来。七个女子用腰眼中喷出的丝绳封了庄门便去洗澡。
孙悟空察觉到異樣，来到庄门前叫出土地公，得知此处乃盘丝岭，岭下有个盘丝洞，洞中有七个女妖，此时正往濯垢泉洗澡。孙悟空来到濯垢泉，本欲将正在洗澡的女妖打死，但又怕坏了自己名声，便变作一隻老鹰，将她们的衣服叼走。孙悟空本欲救走唐僧就上路，但猪八戒提出要斩草除根。行者（孙悟空）不愿坏了名声，便让猪八戒独自前往濯垢泉。
八戒来到泉边，不顾妖精的求饶，正要举耙打死她们，女妖顾不得羞耻，光着身子跳出水来，从肚脐中喷出丝绳将八戒罩住，逃了出去。七人逃往黄花观寻其师兄百眼魔君，正好孙悟空等人救了唐僧路过此地。七个女妖告知百眼魔君前事，魔君便在茶里下毒，除了孙悟空，其他三人全都中了毒。孙悟空大怒，正要打他，七个女妖现身，又从肚脐喷出丝绳要罩住孙悟空。孙悟空翻个筋斗逃走后，又唤出土地问清女妖的来历，才知是七个蜘蛛精，从肚脐中冒出的都是蛛丝。
行者（孙悟空）七十个小行者和七十个双角叉儿棒，用棒搅段蛛丝，拖出了现出原形的蜘蛛精。行者拿住她们，让百眼魔君放人，不料这魔君为了吃唐僧肉而见死不救。孙悟空一怒之下将七个蜘蛛精打烂，死状“却似七个暧肉布袋儿，脓血淋淋”，甚是悲惨。

## 人物特征

### 容貌
西游记中的女妖精通常都有着惊人的美貌，七个蜘蛛精也不例外。作者在原文中多次用诗句描绘她们的长相，如：
闺心坚似石，兰性喜如春。
娇脸红霞衬，朱唇绛脂匀。
蛾眉横月小，蝉鬓迭云新。

若到花间立，游蜂错认真。
蹴荬当场三月天，仙风吹下素婵娟。
汗沾粉面花含露，尘染蛾眉柳带烟。
翠袖低垂笼玉笋，缃裙斜拽露金莲。

几回踢罢娇无力，云鬓蓬松宝髻偏。
比玉香尤胜，如花语更真。
柳眉横远岫，檀口破樱唇。
钗头翘翡翠，金莲闪绛裙。

却似嫦娥临下界，仙子落凡尘。

### 神通
蜘蛛精的武艺在妖怪之中应当属于最弱的一类，除了在捉唐僧时提到她们「一个个都会些武艺，手脚又活」以外，就没有别的展示了。对抗有法力的人时，她们主要依靠的是独门绝技——蛛丝。蛛丝从她们的肚脐中冒出，「有鸭蛋粗细，骨都都的」，能瞬间「搭起一个天蓬」将人罩在其中，范围大到黄花观的楼台阁被完全遮住。然而蛛丝虽然范围很大，却和普通的蛛网没有区别，所以孙悟空用双角叉儿棒就将她们制服了。

### 相关人物
蜘蛛精出场的这两回中出现了《西游记》中比较少见的妖与妖之间的联系。她们不但收了七个小妖怪做乾儿子，还有一个师兄——百眼魔君。七个儿子分别是蜜、蚂、蠦、班、蜢、蜡、蜻。原文写道：「蜜是蜜蜂，蚂是蚂蜂，蠦是蠦蜂，班是班毛，蜢是牛蜢，蜡是抹蜡，蜻是蜻蜓」，是蜘蛛精用网抓住了他们，他们求饶拜蜘蛛精做了母亲，从此「春采百花供怪物，夏寻诸卉孝妖精」。而百眼魔君就是蜈蚣精，所以与蜘蛛精相关的都是虫类。有意思的是原文中提到了蜘蛛精曾和蜈蚣精同堂学艺，这是在取经路上头一回提到妖精学艺，只是并没有提及他们是在哪里学艺，又是跟谁学艺。

## 影剧形象

### 剧集
| 年代 | 剧名               | 演员                                                   | 备注     |
| ---- | ------------------ | ------------------------------------------------------ | -------- |
| 1982 | 《西游记》         | 姚嘉、刘倩、杜向惠、杨肃、阿芝诗玛、吕海玉、刘琳       | 央视版   |
| 1996 | 《西游记》         | 張慧儀、罗兰、劉玉翠、邓丽文、钟洁仪、陈宝灵、高远     | TVB版    |
| 2002 | 《齊天大聖孫悟空》 | 飯島愛、孙佳君                                         |          |
| 2010 | 《西游记》         | 彭丹、殷硕、卢雪婷、薛佳雯、于娟、蒋菲燕、邱晔         | 浙版     |
| 2011 | 《西游记》         | 孟广美、于笑宽、潘彦妃、黄伊雯、林柯彤、王译茉、张莉莎 | 张纪中版 |

### 电影
| 年代 | 剧名                 | 演员                                           | 导演   |
| ---- | -------------------- | ---------------------------------------------- | ------ |
| 1927 | 《盘丝洞》           | 殷明珠、夏佩珍、周珍珍、周婷婷、方玲艳、徐剑云 | 但杜宇 |
| 1965 | 《孙悟空大闹雷音寺》 | 李香琴                                         | 李焯生 |
| 1967 | 《盘丝洞》           | 刘亮华、田梦、于倩、黄莎莉、马海伦、尤情、沈依 | 何梦华 |
| 1982 | 《孙悟空大战飞人国》 | 方芳芳、徐淑媛                                 | 陈俊良 |
| 1995 | 《》、 《》          | 藍潔瑛                                         | 劉鎮偉 |
| 2017 | 《西游伏妖篇》       | 王麗坤、金怡云、蓝格孙、嘉灵、王敏奕、常媛     | 徐克   |

### 动画
| 年代 | 剧名                   | 配音演员 | 备注   |
| ---- | ---------------------- | -------- | ------ |
| 1998 | 《西游记》             | 丁建华等 | 央视版 |
| 2005 | 《红孩儿：决战火焰山》 | 郎祖筠   |        |
| 2024 | 《八戒》               | 魏如萱   |        |